# Зверев, Иван Зиновьевич
Иван Зиновьевич Зверев (1915—1944) — лейтенант Рабоче-крестьянской Красной Армии, участник Великой Отечественной войны, Герой Советского Союза (1944).

## Биография
Иван Зверев родился 28 января 1915 года в посёлке Домасово (ныне — Нерчинско-Заводский район Читинской области) в семье потомственных казаков. Отец Зверева - Зиновий Алексеевич казак станицы Аргунской 4-го казачьего отдела Забайкальского казачьего войска нёс службу по охране Российского посольства в Пекине. В Гражданскую войну воевал на стороне Красных на Даурском фронте под руководством С. Лазо. В 1920 году взят в плен и умер в тюрьме от тифа. Мальчик рос с матерью. Окончил четыре класса школы, после чего находился на комсомольских должностях.
В 1937 году Зверев был призван на службу в Рабоче-крестьянскую Красную Армию. В 1941 году он окончил курсы политсостава.
С февраля 1944 года — на фронтах Великой Отечественной войны, командовал ротой 861-го стрелкового полка 294-й стрелковой дивизии 52-й армии 2-го Украинского фронта. Отличился во время освобождения Черкасской области Украинской ССР и Молдавской ССР.
5 марта 1944 года в бою у села Рыжановка Звенигородского района Черкасской области Зверев поднял своих бойцов в атаку и ворвался в немецкую траншею. Бойцы роты уничтожили 4 пулемёта и около 2 взводов вражеской пехоты. В бою за село Терновка Слободзейского района Молдавской ССР рота Зверева отразила контратаку противника и сама перешла в контратаку, освободив часть села и уничтожив 5 пулемётов и около роты солдат и офицеров противника, ещё 30 взяла в плен. В бою у села Петрешты Унгенского района, когда противник в тёмное время суток напал на соседнее подразделение и создалась угроза прорыва советской обороны. Рота Зверева пришла на выручку, отбив четыре немецких атаки.
29 марта 1944 года Зверев погиб в бою. Похоронен к юго-западу от села Тырлица Унгенского района Молдавии.
Указом Президиума Верховного Совета СССР от 13 сентября 1944 года за «образцовое выполнение боевых заданий командования на фронте борьбы с немецкими захватчиками и проявленные при этом мужество и героизм» лейтенант Иван Зверев посмертно был удостоен высокого звания Героя Советского Союза. Также посмертно был награждён орденом Ленина.
Памятник Звереву установлен в его родном селе.